# Silvia Álvarez Curbelo
Silvia Álvarez Curbelo (Ponce, 1951) es una historiadora, y escritora puertorriqueña. Es muy conocida por su libro Un país del porvenir: el afán de modernidad en Puerto Rico (siglo XIX).

## Primeros años
Álvarez Curbelo es oriunda de Ponce, Puerto Rico. Entre 2004 a 2005, fue miembro del David Rockefeller Center for Latin American Studies.

## Carrera académica
Álvarez Curbelo es una profesora de Comunicaciones en la Universidad de Puerto Rico, campus de Río Piedras. Es una respetada historiadora, y es miembro fundadora de la "Asociación Puertorriqueña de Historiadores" ("Association of Puerto Rican Historians"). Es curadora de la Exhibición Entresiglos, Puerto Rico 1890–1910, y de la Muestra permanente de la Historia de San Juan, Puerto Rico en el Museo de San Juan. Actualmente es directora del "Centro de Investigaciones en Comunicación" ("Center for Communications Research") de la Universidad de Puerto Rico.

## Obra
Entre sus obras más conocidas están:
- José Antonio Torres Martino: Voz de Varios Registros. Con José Antonio Torres Martinó, Myrna Báez. Edición ilustrada de La Editorial, UPR, ISBN 084770162X, ISBN 9780847701629 en línea (2006)

- Un país del porvenir: el afán de modernidad en Puerto Rico (Siglo XIX). Ediciones Callejón; San Juan, Puerto Rico. 316 pp. ISBN 0965011127, ISBN 9780965011129 (2001)

- Los arcos de la memoria: el '98 de los pueblos puertorriqueños. (1999)

- Hispanofilia: Arquitectura y vida en Puerto Rico 1900–1950. Edición ilustrada de University of Puerto Rico Press, 366 pp. ISBN 0847702529, ISBN 9780847702527 (1998)

- Puerto Rico, entre siglos, 1890-1910. Editor Banco Popular de Puerto Rico, 52 pp. ISBN 0963340948, ISBN 9780963340948 (1998)

- Los arcos de la memoria: el '98 de los pueblos puertorriqueños. Vol. 4 de Serie Hermes. Editor Ed. Postdata, 341 pp. ISBN 0963342754, ISBN 9780963342751 (1998)

- El afán de modernidad: la constitución de la discursividad moderna en Puerto Rico : (siglo XIX). Editor Universidad de Puerto Rico, 708 pp. (1998)

- Ilusión de Francia: Arquitectura y afrancesamiento en Puerto Rico. Editor	Archivo de Architectura y Construcción de la Universidad de Puerto Rico, 144 pp. (1997)

- Historias vivas: Historiografía puertorriqueña contemporánea. Editor Asociación Puertorriqueña de Historiadores, 237 pp. ISBN 0963342738, ISBN 9780963342737 (1996)

- Polifonía salvaje: ensayos de cultura y política en la postmodernidad. Vol. 2 de Serie Casa de Asterión. Con Irma N. Rivera Nieves, Carlos Gil. Edición ilustrada de Editorial Postdata con la colaboración de la Universidad de Puerto Rico, Decanato de Estudios Graduados e Investigación, 522 pp. ISBN 0963342711, ISBN 9780963342713 (1995)

- Idilio Tropical: La Aventura Del Cine Puertorriqueño. Editor Banco Popular de Puerto Rico, 113 pp. (1994)

- Del nacionalismo al populismo: Cultura y Política en Puerto Rico.. Ediciones Huraca; Rio Piedras, Puerto Rico. 205 pp. ISBN 0929157257, ISBN 9780929157252 (1993)

### Documentales
- The Borinqueneers (TV 2007). TV Movie - 56 min[8]

### Cine
- La gran fiesta (1986).

## Honores

### Reconocimientos
Fue honrada en el Parque de Ilustres Ponceanos del Tricentenario (Ponce, Puerto Rico).